# Zora Banks
Zora Banks (Budapest, 19 de enero de 1973) es una actriz pornográfica, directora de cine para adultos y modelo erótica húngara retirada.

## Biografía
Zora Banks, nombre artístico de Krisztina Elias, nació en Budapest (Hungría) en enero de 1973. Entró en la industria pornográfica en su país natal en 1997, a los 24 años de edad.
Como actriz porno, ha trabajado para productoras tanto europeas como estadounidenses, destacando Private, Evil Angel, Hustler, Elegant Angel, Odyssey, Video Marc Dorcel, Metro, VCA Pictures, Adam & Eve o Digital Sin.
En 2003 estuvo nominada en los Premios AVN en las categorías de Artista femenina extranjera del año y Mejor escena de masturbación por la película Real Female Masturbation 13.
En 2005 regresó a los AVN con una nominación a la Mejor escena de sexo lésbico en grupo por la película Pirate Fetish Machine 15: Secret Delights of Baroness Kinky, nominada junto a la también actriz porno húngara Jasmin.
También ha destacado por su faceta como directora, rodando entre 2003 y 2006 un total de 22 películas, muchas de las cuales protagonizó para Hustler, Metro y Smash Pictures. Dentro de este grupo de películas, se encuentran varias entregas de las sagas Girl + Girl o Down Your Throat.
Se retiró de la industria pornográfica en 2007, con un total de 212 películas protagonizadas como actriz entre producciones originales y compilaciones.
Algunas películas de su filmografía son 4 Finger Club 14, Anal Addicts, Big Boob Beach Bangers, Cubby Holes 3, Fetish Whores 2, Girl Takes a Ride, Lusty Bust Desires, Kick Ass Chicks 28: Big Titties o Specs Appeal 8.

## Premios y nominaciones
| Año  | Ceremonia   | Resultado | Premio                                | Trabajo                                                     |
| ---- | ----------- | --------- | ------------------------------------- | ----------------------------------------------------------- |
| 2002 | Premios AVN | Nominada  | Mejor escena de sexo lésbico en grupo | I Love Lesbians 9                                           |
| 2003 | Premios AVN | Nominada  | Artista femenina extranjera del año   | —                                                           |
| 2003 | Premios AVN | Nominada  | Mejor escena de masturbación          | Real Female Masturbation 13                                 |
| 2005 | Premios AVN | Nominada  | Mejor escena de sexo lésbico en grupo | Pirate Fetish Machine 15: Secret Delights of Baroness Kinky |
| 2006 | Premios AVN | Nominada  | Mejor serie de chicas                 | Girl + Girl                                                 |